# Lorenzo Bernal del Mercado
Lorenzo Bernal del Mercado (Cantalapiedra, 1530 – Angol, 1593) fu un capitano spagnolo che, nel corso della guerra di Arauco, raggiunse il grado di Maestro de Campo e divenne, temporaneamente, capitano generale del Regno del Cile.

## Biografia
Era figlio di Francisco Martinez Nieto e Ana Bernal del Mercado. Viaggiò nelle Americhe nel 1541, con la spedizione di Blasco Núñez Vela, da poco nominato viceré del Perù. Dal PErù si spostò in Bolivia dove ebbe più successo. Nel 1549 si unì a Pedro de Valdivia che stava tornando dal Cile, reduce dalla valle del Potosí. Valdivia gli concesse una encomienda nell'area dell'odierna Valdivia, nominandolo temporaneamente capitano della nuova città. La morte di Valdivia per mano di Lautaro lo impressionò tanto da convincerlo ad abbandonare l'encomienda per arruolarsi tra gli uomini di Francisco de Villagra che andavano in guerra. Bernal del Mercado dimostrò intelligenza, coraggio ed un carattere energico. Aveva anche sviluppato un forte odio nei confronti dei Mapuche.
La difesa del forte di Los Infantes era a carico suo, ed egli operò sotto al comando del governatore García Hurtado de Mendoza e di Pedro de Villagra, oltre che del governo della Audiencia. Nel 1564 sconfisse ed uccise il toqui Illangulién nel corso della battaglia di Angol. Si guadagnò una buona reputazione grazie ai suoi successi nella guerra di Arauco, e per questo motivo fu nominato Maestro de Campo e corregidor di Concepcion nel 1565 e di Santiago nel 1583. Nel 1570 fu nominato capitano generale temporaneo dopo che il governatore Melchor Bravo de Saravia aveva dato le dimissioni indicandolo come successore. L'esperienza ed il prestigio accumulati erano immensi, ed aveva tutti i requisiti per essere nominato Governatore Reale del Cile, ma il suo carattere duro e non diplomatico gli giocò a sfavore. Rimase Maestro de Campo fino al 1583, per poi diventare capitano della linea difensiva. A volte agì da consigliere del re fornendogli informazioni dettagliate sullo stato della guerra. Morì ad Angol nel 1593, senza mai diventare governatore.